# President van Egypte
De president van Egypte heeft de hoogste functie in de republiek Egypte. De republiek is de opvolger van de Egyptische monarchie met Koning Faroek als laatste monarch.
Volgens de Egyptische grondwet heeft de president de uitvoerende macht. De president wordt voorgedragen door een tweederdemeerderheid van het parlement, en vervolgens gekozen voor een termijn van zes jaar in een referendum. De president is onbeperkt herkiesbaar. De president bepaalt en controleert de uitvoering van het algemene beleid. Hij fungeert ook als opperbevelhebber van de krijgsmacht.